# Cavendishia dendrophila
Cavendishia dendrophila är en ljungväxtart som beskrevs av A. C. Smith. Cavendishia dendrophila ingår i släktet Cavendishia och familjen ljungväxter. Inga underarter finns listade i Catalogue of Life.